# Nokia Morph
Nokia Morph es un prototipo teléfono móvil que fue desarrollado por Nokia [¿cuándo?] en colaboración con la Universidad de Cambridge en Gran Bretaña y que está basado en nanotecnología. El proyecto fue pospuesto indefinidamente debido a la venta de la división de telefonía móvil de Nokia.
El Nokia Morph sería un móvil flexible, que podría tanto estirarse como plegarse. De esta manera podría cumplir cómodamente sus muchas funciones: podría convertirse en un panel lo bastante grande como para ver un vídeo con una calidad importante o plegarse hasta entrar en bolsillos pequeños. Otra de las cosas interesantes de este dispositivo es que se limpiaría solo y sería semitransparente. Además, tendría muchas funciones extra que contribuirían a hacer que este dispositivo parezca salido de una película de ciencia ficción. Algunas de estas utilidades serían el poder analizar el aire cerca de alimentos u otros elementos para comprobar que estén en buen estado, o tomar diferentes colores para ajustarse al atuendo de quien lo usa de manera de convertirse en un elemento de moda. En conclusión, el Nokia Morph es un proyecto muy ambicioso. Este dispositivo parece tener el potencial para una nueva revolución en la tecnología de los móviles.
Lanzado junto con el Museo de Arte Moderno "Diseño y la Mente Elástica" exposición, el dispositivo concepto Morph es un puente entre las tecnologías muy avanzadas y sus posibles beneficios para los usuarios finales. Este dispositivo presenta un concepto revolucionario saltos siendo explorado por Nokia Research Center (NRC) en colaboración con el Centro de Nanociencia de Cambridge (Reino Unido) - tecnologías de nanoescala que potencialmente podrían crear un mundo radicalmente diferentes dispositivos que abren un espectro completamente nuevo de posibilidades

## Características
Recién habilitada con materiales flexibles y transparentes mezcla más a la perfección con la forma en que vivimos.
Dispositivos de ser autolimpieza y autopreservación
electrónica transparente que ofrece una estética completamente nueva dimensión.
Construido en la absorción solar puede cargar un dispositivo, mientras que las baterías se hacen más pequeños, más duraderos y más rápido para cargar.
Sensores integrados podría permitir a nosotros para aprender más sobre el medio ambiente que nos rodea, que nos posibilita tomar mejores decisiones.
Además de los avances anteriormente, la electrónica integrada se muestra en el concepto Morph podría costar menos y son más funcionalidad en un espacio mucho más pequeño, incluso como interfaces se simplifican y mayor facilidad de uso es. Todas estas nuevas capacidades desatará nuevas aplicaciones y servicios que nos permiten comunicarnos e interactuar en formas sin precedentes.

### Flexible y Diseño Cambio
La nanotecnología permite que los materiales y componentes que son flexibles, elásticos, transparentes y fuertes notablemente. Proteínas fibrillas se tejen en una malla tridimensional que refuerza las estructuras elásticas delgadas. Usando el mismo principio detrás de seda de araña, esta elasticidad permite al dispositivo, literalmente, cambiar formas y configurar para adaptarse a la tarea en cuestión.
Un diseño de plegado cabrían fácilmente en un bolsillo y podría prestarse ergonómicamente a ser utilizado como un teléfono tradicional. Un desplegado más grande de diseño puede mostrar información más detallada, e incorporar dispositivos de entrada como teclados y controles táctiles.
Incluso electrónica integrada, de las interconexiones con los sensores, podrían compartir estas propiedades flexibles. Además, la utilización de materiales biodegradables podrían hacer que la producción y el reciclaje de los dispositivos más fácil y ecológico.

### Autolimpiable
La nanotecnología también se ha visto 12 de aprovechar para crear superficies autolimpieza en los dispositivos móviles, en última instancia, reducir la corrosión, el desgaste y la longevidad de la mejora. Superficies nanoestructuradas, como "nanoflores" naturalmente repelen el agua, la suciedad, huellas dactilares e incluso utilizando los efectos también se observan en los sistemas naturales.